# Heinkel Wespe
Heinkel Wespe (укр. Оса) — проєкт винищувача-перехоплювача компанії Heinkel з вертикальним злетом і посадкою, турбогвинтовим мотором завершального етапу Другої світової війни.

## Історія
Масові бомбардування знищували злітно-посадкові смуги, через що зародився проєкт створення літальних апаратів, що вимагали б мінімальних злітно-посадкових майданчиків біля об'єктів, які необхідно захищати.
Проєктні дослідження Heinkel Wespe завершили у березні 1945, але стан справ на фронтах не дозволив розвинути проєкт. Теоретично літальний апарат здатен до польоту, але прототип ніколи не був збудований і не тестувався. Повітряний гвинт розташовувався у кільці, з яким були пов'язані своєрідні крила. Паралельно розроблявся дещо більший літальний засіб Heinkel Lerche. Згідно досліджень німецьких лікарів пілот у лежачому положенні набагато краще переносить більші перевантаження ніж у сидячій позі. У Heinkel Wespe пілот займав лежачу позу долілиць.

### Технічні дані Heinkel Wespe
|                         |                                       |
| Параметри               | Розміри                               |
| Довжина                 | 6,2 м                                 |
| Розмах крил             | 6,3 м                                 |
| Двигун                  | Daimler / S Heinkel He 021            |
| Потужність              | 2000 к.с.                             |
| Екіпаж                  | 1                                     |
| Маса стартова           | 2200 кг                               |
| Дальність               | 650 км                                |
| Максимальна швидкість   | 800 км/год                            |
| Озброєння               | 2×30-мм швидкострільна гармата МК 108 |
|                         |                                       |
| Виготовлено екземплярів | -                                     |